# Victoria Constanța
Victoria Constanța war ein rumänischer Fußballverein aus Constanța. Er spielte nie in der höchsten rumänischen Spielklasse, der Divizia A. In den Jahren 1937 und 1938 stand er im Achtelfinale um den rumänischen Pokal.

## Geschichte
Victoria Constanța wurde im Jahr 1913 gegründet. Bis zur Gründung der Divizia B im Jahr 1934 erreichte der Klub nie über die regionale Meisterschaft die Endrunde um die rumänische Fußballmeisterschaft. In der Liga qualifizierte sich Victoria in der Saison 1935/36 als Sieger der Staffel I für die Aufstiegsrunde um den Aufstieg in die Divizia A. Dort hatte der Verein als Viertplatzierter das Nachsehen. In der Spielzeit 1936/37 verpasste Victoria auf dem fünften Platz um einen Punkt den Aufstieg. Gleichzeitig erreichte der Klub nach einem Sieg über Maccabi Bukarest das Achtelfinale um den rumänischen Pokal, schied dort aber gegen Universitatea Cluj nach Verlängerung aus. In der Saison 1937/38 belegte Victoria den zweiten Platz der Staffel Ost und verpasste abermals knapp den Aufstieg. Im rumänischen Pokal stand nach einem Sieg über Olimpia CFR Satu Mare erneut das Achtelfinale zu Buche, wo Sportul Studențesc eine Nummer zu groß war.
Im Sommer 1938 löste der Verein sich auf.

## Erfolge
- Achtelfinale im rumänischen Pokal: 1937, 1938